# Commutation isotypique
La commutation isotypique (ou commutation de classe, ou « class switching ») est un processus qui, lors de la maturation d'un lymphocyte B, permet de changer l'isotype (classe) des immunoglobulines produites. C'est un changement de la chaine lourde des anticorps. Cela permet à la réponse humorale d’être plus efficace et de s’adapter au type de pathogène.